# الكرادة (البراكسة الشماليين)
الكرادة هو دُوَّار يقع بجماعة لبراكسة، إقليم خريبكة، جهة بني ملال خنيفرة في المملكة المغربية. ينتمي الدوّار لمشيخة البراكسة الشماليين التي تضم 3 دواوير. يقدر عدد سكانه بـ 871 نسمة حسب الإحصاء الرسمي للسكان والسكنى لسنة 2004.

## روابط خارجية
- البوابة الوطنية للجماعات الترابية
- المندوبية السامية للتخطيط